# نغيلي نايت
نغيلي نايت (بالإنجليزية: Negele Knight)‏ مواليد 6 مارس 1967 في ديترويت، هو لاعب كرة سلة أمريكي معتزل. بدأ مسيرته الاحترافية في سنة 1990. تم اختياره من قبل فريق فينيكس صنز خلال الدرافت. يبلغ طوله 6 قدم 1 بوصة (1.9 م). اعتزل اللعب في 2002. أحرز خلال مسيرته في الإن بي إيه 1699 نقطة بمعدل 6.2 نقاط في المباراة الواحدة.

## المسيرة الاحترافية
لعب مع فينيكس صنز من سنة 1990 إلى 1994، ثم لعب مع سان أنطونيو سبرز في موسم 1993–1994، ثم لعب مع بورتلاند ترايل بلايزرز في سنة 1994، ثم لعب مع ديترويت بيستونز في موسم 1994–1995، ثم لعب مع تورونتو رابتورز في سنة 1999.

## روابط خارجية
- نغيلي نايت على موقع إن بي أي (الإنجليزية)
- نغيلي نايت على موقع سبورتس رفرنس (الإنجليزية)
- نغيلي نايت على موقع كرة السلة الأوروبية.كوم (الإنجليزية)
- نغيلي نايت على موقع كلية كرة السلة في سبورتس رفرنس.كوم (الإنجليزية)
- نغيلي نايت على موقع ريلجم (الإنجليزية)
- نغيلي نايت على موقع بروبوليرز (الإنجليزية)